# Архиепископ српски Јаков
Свети Јаков је био архиепископ српски од 1286. до 1292. године.
О њему се не зна много. Зна се да је обнављао и подизао цркве и да је, вероватно око 1290. године, преместио седиште српске архиепископије из манастира Жиче у Пећ. Велику бригу је посвећивао манастиру Студеници, снабдео је богослужбеним књигама и црквеним сасудима. Изузетну бригу је посвећивао српским подвижницима. Ореол светитељства задобио је чистотом своје вере и хришћанске љубави. Красиле су га кротост, смиреност и доброчинства.
Српска православна црква слави га 3. фебруара по црквеном, а 16. фебруара по грегоријанском календару.